# BYD Sealion 07 DM
BYD Sealion 07 DM (кит. 比亚迪海狮07 DM-i/DM-p; пиньинь Bǐyǎdí Hǎishī 07 DM-i/DM-p) — среднеразмерный гибридный кроссовер, выпускаемый с 2025 года китайской компанией BYD Auto.

## Описание
Автомобили BYD Sealion 07 DM-i и DM-p дебютировали в марте 2025 года. Представляют собой рестайлинговый вариант BYD Frigate 07 и являются частью серии Sealion (海狮; Hǎishī). Как и другие модели серии Ocean, автомобили BYD Sealion 07 DM распространяются через дилерские центры Ocean Network.

## Технические характеристики
Автомобили BYD Sealion 07 DM разрабатываются на платформе DM-i 5.0. На крыше установлена система подвесных ангаров для дронов Lingyuan, которая разработана совместно с DJI.
В движение автомобили приводятся 1,5-литровым рядным четырёхцилиндровым двигателем BYD472ZQB с турбонаддувом. Переднеприводные модификации оснащаются одним электродвигателем, а полноприводные — двумя. Электродвигатели питаются от литий-железо-фосфатных аккумуляторов BYD Blade.
Sealion 07 выполнен в обновлённой стилистике Ocean X с LED-освещением, обтекаемым силуэтом и аэродинамическими элементами. В салоне представлена технологичная среда с поворотным 15,6-дюймовым экраном мультимедийной системы, интеллектуальной системой помощи водителю DiPilot и эргономичными сиденьями, вдохновлёнными формами океанической природы.